# Hakka

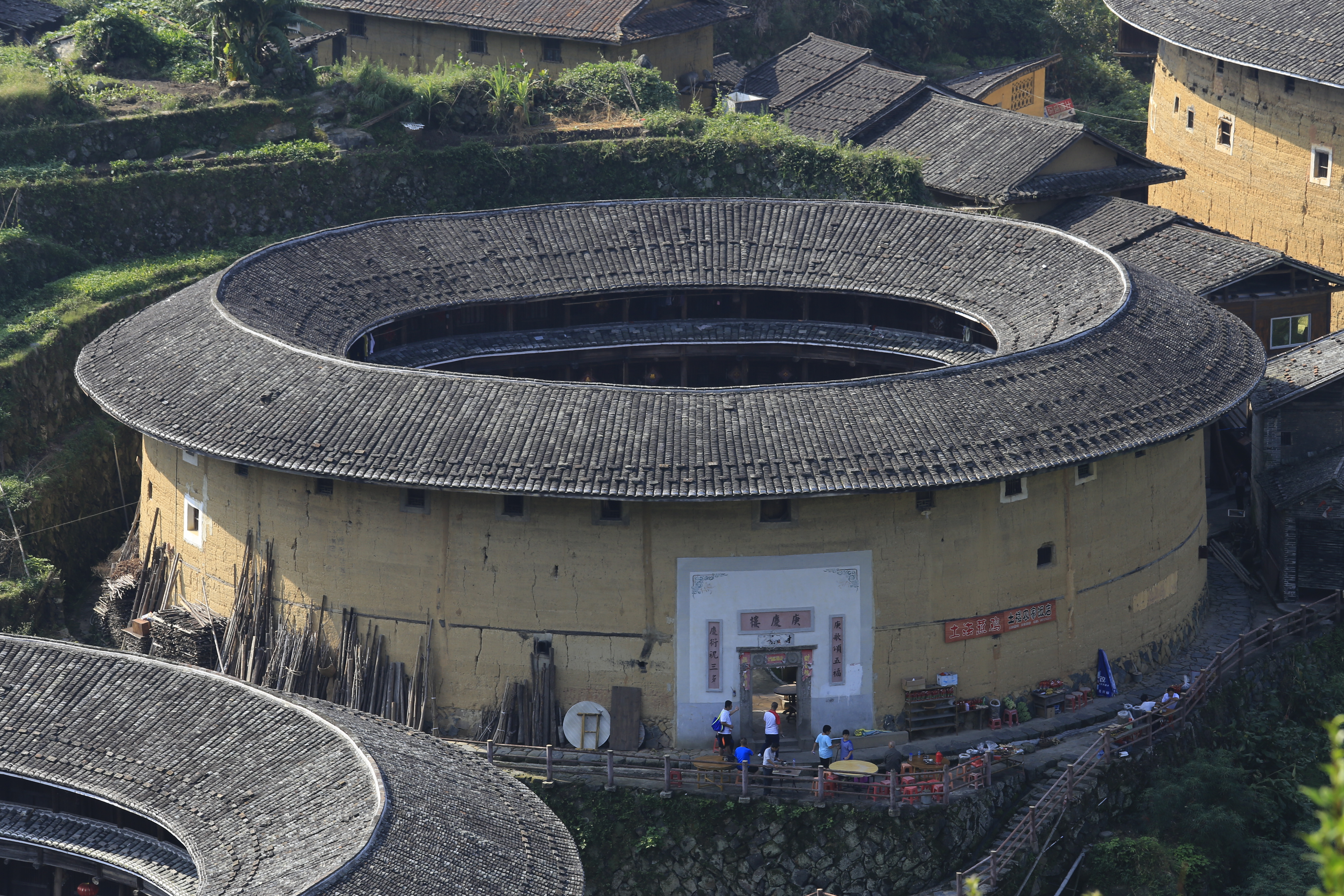
Eine Hakka-Siedlung – Tulou

Die Hakka (chinesisch 客家, Pinyin Kèjiā, Hakka Hag-gá, Jyutping Haak3gaa1 – „Gast-Familie“) sind eine der acht han-chinesischen Volksgruppen. Sie haben eine eigene Form der chinesischen Sprache, Hakka, die sich in mehrere Unterdialekte aufteilt, und weisen bestimmte kulturelle Besonderheiten auf. Sie leben mehrheitlich in der südchinesischen Provinz Guangdong.
Die Hakka leben heute außer in China auch in anderen Ländern Asiens und in Übersee. Sie haben sich in mehreren Migrationsbewegungen in Südchina und von dort aus weiter in Taiwan, Südostasien, Nord- und Mittelamerika sowie in Australien ausgebreitet. Nach Ansicht des japanischen Forschers Hideo Matsumoto stammen sie ursprünglich aus der Gegend um den Baikalsee in Sibirien. Die einheimische Bevölkerung wird als „Bunti(ngin)“ (本地(人),  běndì(rén) – „Stammland(Mensch)“) bezeichnet.
Der Name Hakka bedeutet ‚Gäste‘ (客家人,  Kèjiārén). Weltweit gibt es über 60 Millionen Hakka, manche von ihnen können inzwischen kein Hakka mehr sprechen. Andererseits gibt es eine stark gewachsene und mancherorts recht einflussreiche Bewegung, die das Kulturerbe der Hakka nachhaltig mit hakkakulturspezifischen Bildungsangeboten fördert und den kulturellen Standort der Hakka in der chinesischen Welt verteidigt.
Bekannt sind vor allem die Rundbauten (圆楼 Yuánlóu) der Hakka im Kreis Yongding der bezirksfreien Stadt Longyan der Provinz Fujian. Es gibt sie allerdings auch in quadratischer Form (方楼 Fānglóu). Sie bestehen aus gestampften Lehmmauern und dienten vor allem dem Schutz vor Feinden.

## Die Migrationsgeschichte der Hakka

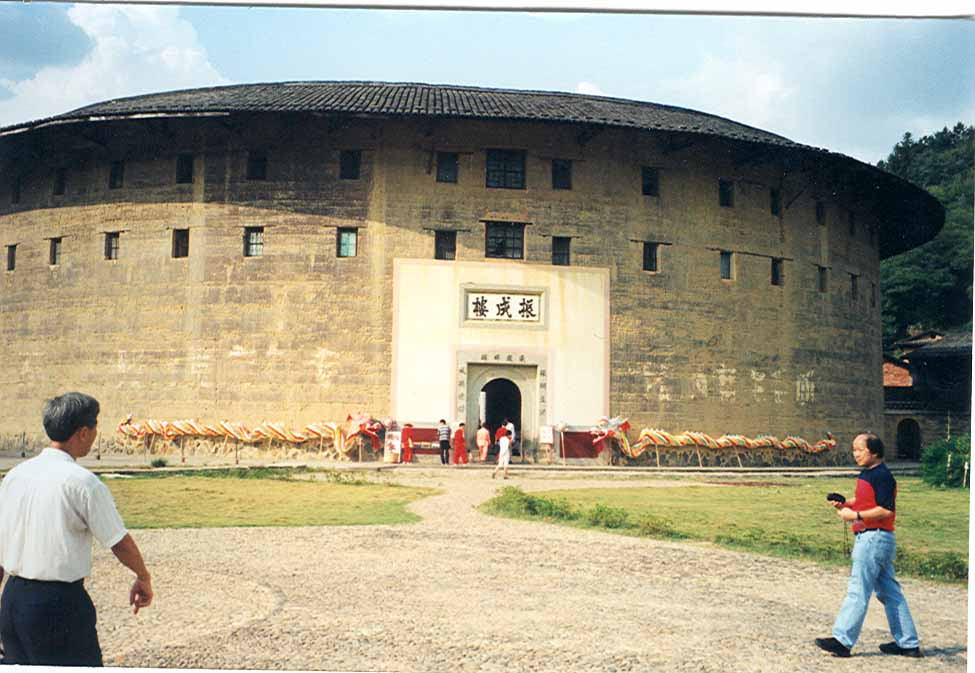
Eines der Brunnenhäuser von Yongding, Fujian

### Ethnizität und Hintergrund der Hakkaforschung im deutschsprachigen Raum
Der Begriff „Hakka“ bezeichnet eine der acht Han-Volksgruppen, die sich durch ihre eigene Kultur, Sprache und Geschichte von den übrigen chinesischen Volksgruppen unterscheiden.
Bekannt wurde diese Volksgruppe mit ihrer Eigenart im deutschsprachigen Raum erstmals durch Basler Missionare. Diese hatten nach dem Zusammenbruch von Karl Friederich Gützlaffs „Chinesischem Verein“ in Hongkong die Betreuung seiner Gehilfen und unter Präses Rudolf Lechler nach 1858 die Neuausrichtung der Arbeit übernommen. Die Leitung der Arbeit und die Missionsarbeit unter den Hakka lag seit 1852 in den Händen des Gründers der Hakkamission Hamberg. Die Basler Mission hat ein kleines Deutsch-Hakka-Wörterbuch und ein Büchlein über die Hakka-Grammatik herausgegeben.
Weitere Unterschiede der Hakka zu anderen Han-Gruppen finden sich auch in ihren religiösen Überzeugungen, in der Stellung der Frau und in der Bedeutung guter Bildung für beide Geschlechter.
In ihrer Tradition ließen die Hakka-Frauen die Füße ihrer Mädchen natürlich wachsen und hatten keine Lotosfüße. Bei den religiösen Überzeugungen stehen traditionell der Umgang mit dem Yin-Yang Konzept des Taoismus, die Steuerung und Balance der beiden Kräftepole unter Anleitung des Geomanten oder taoistischen Priesters und der hohe Respekt Ahnen gegenüber im Vordergrund. Sie verehren, traditionell anders als die übrigen Han-Chinesen es tun, kein großes Götterpantheon. Die Hakka führen ihre ethnische Herkunft auf die zentralasiatischen Hunnen zurück. Die Hunnen (Xiongnu) galten jahrhundertelang als Erzfeinde der Chinesen.

### Die genetische Forschung und ethnische Entwicklungen
Als der erste Kaiser Chinas im Jahre 221 v. Chr. die chinesischen Königreiche vereinigt hatte, wurden die darin lebenden Hakka kulturell isoliert. Als Resultat dieser Trennung entwickelten sie ihre Sprache und Kultur im han-chinesischen Umfeld. Dadurch wurden sie zu einem der Hauptstämme der heutigen Han-Chinesen.
Hideo Matsumoto glaubt, die Hakka seien wegen der genetischen Gemeinsamkeiten mehr mit den Japanern und Koreanern als mit den Chinesen verwandt, und investierte viele Jahre seiner Forschungstätigkeit, um genetische Gemeinsamkeiten von Hakka mit Japanern und Koreanern sorgfältig zu belegen. Seine Forschungsergebnisse zeigen den gemeinsamen genetischen Ursprung der Japaner, Koreaner und Hakka und weisen mit den Burjaten und Jakuten am Baikalsee in Sibirien eine fast identische Genstruktur auf. Daraus zieht Hideo Matsumoto den Schluss, dass die Hakka ursprünglich aus der zentralasiatischen Baikal-Region im Altai stammen müssten, wo sie, wie er annimmt, zwischen 12000 und 3000 v. Chr. auswanderten.
Die Hakka siedelten in China, später in Taiwan, Japan, Korea, Malaysia, Kambodscha, Singapur, Hongkong, Hainan, Indonesien, Hawaii, Surinam, Osttimor und in jüngster Zeit auch in Australien.
Bei jeder Emigrationswelle ging etwas mehr vom zentralasiatischen Kulturerbe der Hakka verloren. Die Emigration der Hakka aus dem kaiserlichen China erfolgte seit dem 7. Jahrhundert n. Chr. in fünf großen Wellen. Deshalb gibt es beispielsweise in Taiwan, das für mehr als 4,6 Millionen Hakka (2008: 18,7 % der Bevölkerung Taiwans) Heimat ist, unter den Hakka stark unterschiedliche Lokaltraditionen. Emigrationswellen gingen oft einher mit Naturkatastrophen sowie Hunger- und Seuchenepidemien. Als „Eingewanderte“ (客家人, im Mandarin bedeutet der Name Hakka ‚Gäste‘) waren sie die ersten, die Platz machen und ausziehen mussten.

### Die fünf großen Emigrationsphasen
1. Phase: In der Qin-Dynastie von 249 bis 209 v. Chr.
2. Phase: In der Han-Dynastie 307–419 n. Chr. (Naturkatastrophen, es gab im Norden Chinas eine langanhaltende Dürre). Im Jahre 298 n. Chr. wanderten Hunderttausende vom Norden via Gansu und Shaanxi nach Sichuan und Henan aus. Im Jahre 306 verließen über 300.000 Hakka Shaanxi und gründeten im Süden neue Niederlassungen. Bereits Mitte des 5. Jahrhunderts bildeten die Hakka in den südchinesischen Provinzen Fujian und vor allem in Guangdong große Kolonien. In der Provinz Anhui siedelten die Hakka bis ins 7. Jahrhundert.
3. Phase: 907–1280 n. Chr. Während dieser Jahre stießen fortlaufend größere Gruppen von Hakka weiter in den Süden vor und bevölkerten dort auch die bergigen Randgebiete. Die trotzdem bald eintretende Überbevölkerung führte zu einem weiteren Schub von Emigranten.
4. Phase: Yuan- und Ming-Dynastie (1241–1644): In diesen Jahren stießen manche Hakka bis zu den Quellgebieten des Jangtsekiang vor, wo sie wiederholt in Konflikte mit Thai, Miao, Yao und tibeto-burmesischen Völkern gerieten. Ab 1670 folgten viele Hakka einer Einladung der Qing(Mandschu)-Regierung, menschenleere Küstengebiete Fujians und Guandongs zu besiedeln. Während dieser Auswanderungswelle verließ eine große Zahl der Hakka das Festland und wanderte nach Hainan und Taiwan aus. In den Jahren 1865–69 brachte die Niederländische Handelsgesellschaft in sieben Schiffsladungen rund 2000 Hakka nach Suriname und leitete damit die fünfte Auswanderungswelle ein.
5. Phase: Ab dem Jahre 1867 (Zeit des Taiping-Aufstands): Nach dem Zusammenbruch des Taiping-Aufstands setzten sich erneut Massen von Hakka in Bewegung, dieses Mal weiter ins Ausland. Viele erreichten in dieser Auswanderungswelle erstmals den amerikanischen Kontinent, andere blieben in Südostasien und trafen in Singapur und Ostmalaysia ein. Im Jahre 1860 war jeder vierte eingewanderte chinesische Minenarbeiter Kaliforniens ein Hakka, ab 1878 schon stammten die meisten Hakka Hawaiis aus Hongkong. In Kalimantan kam es zur Gründung eines Hakka-Staates, der als Republik Lanfang von 1777 bis 1884 existierte.[9]

Die obige Einteilung der Emigrationsphasen hat Clyde Y. Kiang in seinem Buch The Hakka Odyssey & Their Taiwan Homeland Elgin(PA), Allegheny Press 1992, vorgeschlagen.

## Die Hakka der chinesischen Provinz Guangdong

Guangdong in China

Obwohl viele Hakka ausgewandert sind, lebt die höchste Konzentration der Hakka nach wie vor in der chinesischen Provinz Guangdong. Es leben in Guangdong nach Chung Yoon Ngan mehr Hakka, als es sonst weltweit Hakka gibt.
Die Einwanderung der Hakka in die unten genannten Gebiete nahm ihren Anfang in der Song-Dynastie (960 bis 1279 n. Chr.)
Nachdem die Song-Dynastie durch die Mongolen abgelöst wurde, verteilten sich die Hakka in Guangdong in verschiedenen Regionen der Provinz und weiter nach Fujian. Besonders in den Gebieten Meixian, Dongguan, Huizhou, Dabu, Haifeng, Lufeng, Yongding, Yongxin sowie in anderen bergigen Regionen bauten sie Dörfer und lebten isoliert ihre Gebräuche. Als Umgangssprache diente traditionell Hakka. Es kam zu einem starken Wachstum und zur Ausbreitung ihrer Kultur.

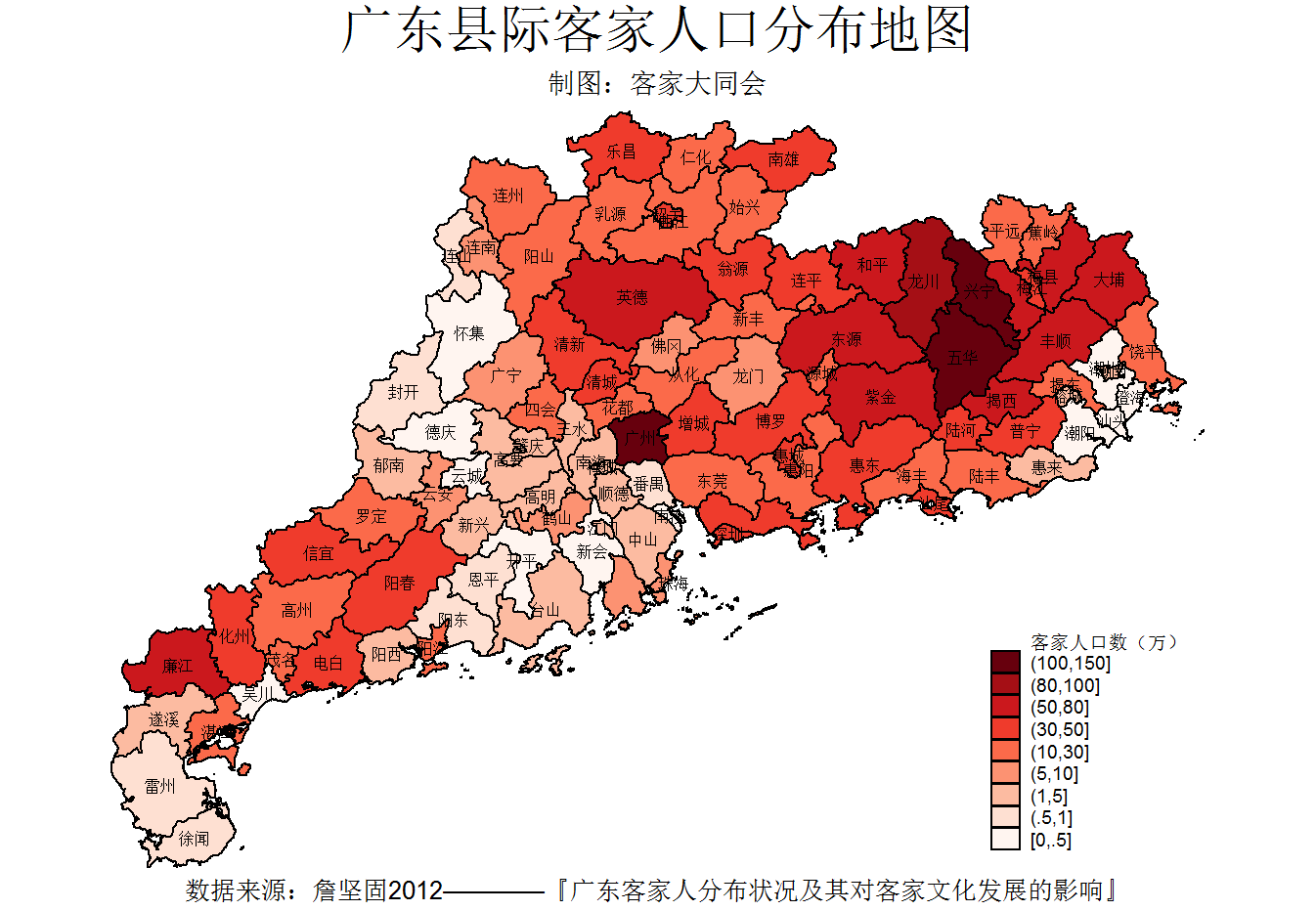
Anteil und geografische Verteilung der Hakkas in Guangdong (2012)

### Im Osten Ling Nans
1. Mei Xian (梅縣)
2. Jiao Ling (蕉嶺)
3. Ping Yuan (平遠)
4. Xing Ning (興寧)
5. Wu Hua (五華)
6. Feng Shun (豐順)
7. Da Pu (大埔)
8. Rao Ping (饒平)

### Am Unterlauf desDong Jiang
1. Lian Ping (連平)
2. He Ping (和平)
3. Xin Feng (新豐)
4. Long Men (龍門)
5. Long Chuan (龍川)
6. He Yuan (河源)
7. Zi Jin (紫金)
8. Hui Yang (惠陽)
9. Bo Luo (博羅)
10. Dong Guan (東莞), Bao An (寶安)

### Im Norden dem Flussverlauf entlang desBei Jiang
1. Cong Hua (從化)
2. Hua Xian (花縣)
3. Qing Yuan (清遠)
4. Ying De (英德)
5. Weng Yuan (翁源)
6. Qu Jiang (曲江)
7. Yue Chang (樂昌)
8. Ru Yuan (乳源)
9. Shi Xing (始興)
10. Nan Xiong (南雄)
11. Lian Xian (連縣)
12. Lian Shan (連山)

### Im Westen, entlang desXi Jiang
1. He Shan (鶴山)
2. De Qing (德慶)
3. Yun Fu (雲浮)
4. Si Hui (四會)
5. Si Chuan (寺川)

### In den südlichen Ebenen Guangdongs
1. Chi Xi (赤溪)
2. Fang Cheng (防城)
3. He Pu (合浦)
4. Qin Xian (欽縣)

### In den östlichen Küstenregionen Guangdongs
1. Hai Feng (海豐)
2. Lu Feng (陸豐)

## Die Migrationsgeschichte der Hakka in Taiwan
Nachdem Zheng Chenggong die Niederländer aus Taiwan vertrieben hatte, setzte er als Ming-Loyalist seinen Widerstand gegen die auf dem chinesischen Festland herrschende Qing-Dynastie der Mandschuren fort. In seinem Gefolge befand sich ein General namens Liu Guoxuan, der der Volksgruppe der Hakka angehörte und eine große Zahl weiterer Hakka aus der Provinz Fujian in seinem Gefolge führte. Dies war die erste größere Einwanderung von Hakka auf die Insel Taiwan.
Im Jahr 1683 eroberten die Truppen der Qing-Dynastie Taiwan und gliederten die Insel als Provinz in ihr Reich ein. Um weiteren Widerstand oder neue Aufstände zu vermeiden, wurde die Einwanderung vom chinesischen Festland nach Taiwan fortan streng kontrolliert. Der Kaiserhof erließ Gesetze, in denen es Einwohnern der Provinz Guangdong verboten wurde, nach Taiwan überzusetzen. Das Verbot richtete sich nicht direkt gegen die Hakka, doch da viele südchinesische Hakka in Guangdong ansässig waren, ergab es sich, dass in der Frühzeit der Qing-Herrschaft unter den zahlreichen chinesischen Einwanderern nach Taiwan nur verhältnismäßig wenige Hakka waren. Erst als die Auswanderungsverbote Ende des 18. Jahrhunderts aufgehoben wurden, kamen auch Hakka aus der Provinz Guangdong in größerer Zahl nach Taiwan. Da die leichter zugänglichen Gebiete nahe der Küste schon von Einwanderern früherer Phasen in Besitz genommen waren, blieb den Hakka oft nur übrig, schwerer zugängliche Gebiete in Nähe des taiwanischen Zentralgebirges urbar zu machen.
Da die Hakka-Einwanderer in zeitlich versetzten Schüben nach Taiwan kamen, entstanden ihre Siedlungsgebiete unzusammenhängend über den Westen der Insel verstreut. Wo die Hakka mit Minnan-sprachigen Chinesen früherer Einwanderungsphasen zusammenlebten, waren sie meist eine Minderheit, die in Konflikt zu den anderen Volksgruppen stand oder sich mit ihnen vermischte. Diejenigen Hakka, die sich in entlegeneren Gebieten ansiedelten, bewahrten ihre kulturellen Eigenheiten und ihre Sprache hingegen besser. Da ihre Gebiete jedoch geographisch nicht zusammenhingen, entstanden verschiedene lokale Dialekte der Hakka-Sprache in sogenannten Dialektinseln.
Inzwischen machen die Hakka ungefähr 15 Prozent der Bevölkerung Taiwans aus.

## Osttimor und Australien

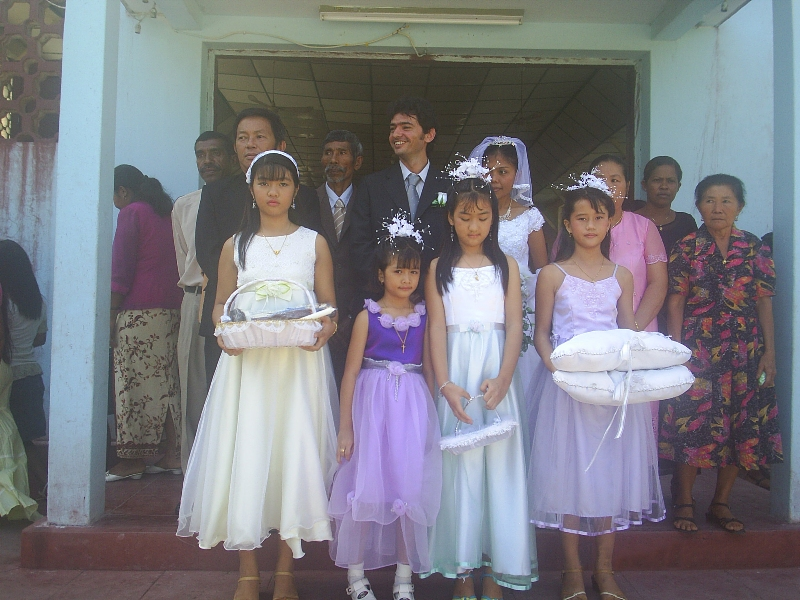
Hakka-Hochzeit in Osttimor 2006

Die Hakka waren als Händler nach Timor gekommen.
Vor der indonesischen Invasion 1975 gab es in Osttimor eine große und lebendige Hakkagemeinde. Während der Invasion kamen aber viele Hakka um oder flohen nach Australien. Heute leben die meisten timoresischen Hakka in Darwin und anderen australischen Städten, wie Brisbane, Sydney und Melbourne.